# ロレンツァ・マッツェッティ
ロレンツァ・マッツェッティ（Lorenza Mazzetti、1927年7月26日 - 2020年1月4日）はイタリアの小説家。自らの悲劇的な幼少期をベースにした、1961年出版の小説『ふたりのトスカーナ』で知られる。1950年代、英国ロンドンの映画運動「フリー・シネマ」の創始者のひとりとして知られる映画作家でもある。

## 来歴・人物
1927年、彼女はイタリア・トスカーナ州フィレンツェに生まれ、非常に幼くして孤児になり、2人の娘を持つ伯父と伯母に育てられた。1944年8月3日、SS（ナチス親衛隊）に伯母と2人の従姉妹を殺された。伯父は1年後に自殺した。
1950年代初頭、マッツェッティは英国ロンドンに移住し、ロンドン大学スレイド美術学校（Slade School of Art）に学ぶ。スレイド校でつくった短篇映画の力強さに、英国映画協会実験映画ファンドは、ロンドンのイーストエンドの2人の聾唖者についての映画である『Together』をつくる機会を賞として授与した。カレル・ライスとトニー・リチャードソンの共同監督作『Momma Don't Allow』とリンゼイ・アンダーソン監督の『オー・ドリームランド (O Dreamland)』とともに、最初の「フリー・シネマ」の一部として、1956年2月5日、国立映画劇場（NFT、現：BFIサウスバンク(BFI Southbank)）で上映されたあと、3作すべてが同年の第9回カンヌ国際映画祭で上映されることとなった。
マッツェッティは1959年にローマに移住、そこでもイタリア放送協会（RAI TV）のためにテレビ番組をつくりつづけた。1960年代初期にチェーザレ・ザヴァッティーニが監修した2本のオムニバスに参加、どちらも当時日本でも公開されている。
1961年に発表した自伝的小説『Il Cielo cade（天が落ちてくる）』で翌1962年のヴィアレッジョ賞（Viareggio Prize）を受賞。同作を含めた三部作を著わすことになる。その後「お花畑の人形劇場 Il Puppett Theatre di Campo de' Fiori」を設立。
2020年1月4日、ローマに於いて死去した。92歳没。

## フィルモグラフィー
- K K　短篇　1954年　監督・脚本
- 変身 Metamorphosis　短篇　1954年　監督・脚本　原作フランツ・カフカ『変身』　※習作
- トゥゲザー Together　1956年　監督・脚本　共同脚本デニス・ホーン、撮影ウォルター・ラサリー、編集リンゼイ・アンダーソン　※第9回カンヌ国際映画祭出品
- I Cattivi vanno in paradiso（悪者が天国へ行く）　1959年　監督・脚本　共同監督ディオニシオ・ホルネ、出演クラウディオ・リベラトーレ、ピエロ・ルッリ
- 子供の性教育 L'Educazione sessuale dei figli　オムニバス『豊かなる成熟 (Le Italiane e l'amore)』の一篇　1961年　監督・脚本　参加監督マルコ・フェレーリ、フランチェスコ・マゼッリ、ジャンフランコ・ミンゴッツィ、ピエロ・ネッリ、ネロ・リージ、ジャン・ヴィットリオ・バルディ、ジュリオ・マッキ、カルロ・ミュッソ、ジュリオ・クエスティ、フロレスターノ・ヴァンチーニ
- かくしカメラの眼 I Misteri di Roma　オムニバス　1963年　監督・脚本　参加監督ジュゼッペ・フェラーラ、マッシモ・ミダ、ジュリオ・マッキ、チェーザレ・ザヴァッティーニほか

原作
- ふたりのトスカーナ it:Il Cielo cade　2000年

監督アンドレア＆アントニオ・フラッツィ、出演イザベラ・ロッセリーニ、ジェローン・クラッベ
※2001年ベルリン国際映画祭ドイツ児童救済週間部門特別賞

## 書籍
- ふたりのトスカーナ Il Cielo cade（「天が落ちてくる」の意）　1961年（邦訳 ISBN 4812411092）
- 娘たちは怒りをこめて Con rabbia　1963年（邦訳、1965年）
- Uccidi il padre e la madre　1969年